# سبوه سرکیسیان
سبوه سرکیسیان یا سیبوه سرکیسیان (به زبان ارمنی Սեպուհ Սարգսյան - به زبان لاتین Sebuh Sarkisian، زادهٔ ۲۶ اکتبر ۱۹۴۶ در سوریه)، اسقف اعظم ارمنی‌های تهران است.

## زندگی‌نامه
اسقف اعظم سیبوه سرکیسیان، پس از کسب تحصیلات ابتدایی در سال ۱۹۶۱ ، وارد مدرسه علوم دینی حوزه عالیه سیلیسی شد و پس از اتمام دوره این مدرسه، به کسوت روحانیت درآمد. وی در سال ۱۹۹۷ مفتخر به دریافت مقام اسقفی از سوی جاثلیق آرام کشیشیان شد.
اسقف اعظم سبوه سرکیسیان، به زبان‌های عربی و انگلیسی تسلط داشته و تنها اسلام‌شناس حوزه عالیه سیلیسی محسوب می‌شود.
اسقف اعظم سبوه سرکیسیان، از دسامبر ۱۹۹۹ به مقام اسقف اعظم ارمنی‌های تهران (خلیفه ارمنی‌های تهران) را به عهده گرفته‌است.

## فعالیت‌ها
- ۲۰ سال مدیریت مدرسه آموزش‌های دینی را برعهده داشته‌است
- ۱۸ سال عضو کمیته اجرایی شورای کلیساهای خاورمیانه
- رئیس شورای جهانی کلیساها
- عضو کمیته گفتگوی بین ادیان
- شرکت در کنفرانس‌های متعدد و از جمله گفتگوی اسلام و مسیحیت در سطح منطقه‌ای و بین‌المللی
- از سال ۱۹۹۲ خلیفه ارمنی‌های سوریه
- از سال ۱۹۹۸ خلیفه ارمنی‌های کویت و حوزه خلیج فارس

## تحصیلات
- رشته ادبیات عرب و فلسفه اسلامی در دانشگاه سن ژوزف لبنان
- فوق لیسانس رشته اسلام‌شناسی و روابط اسلام و مسیحیت دانشگاه بیرمنگام انگلیس

## نگارخانه

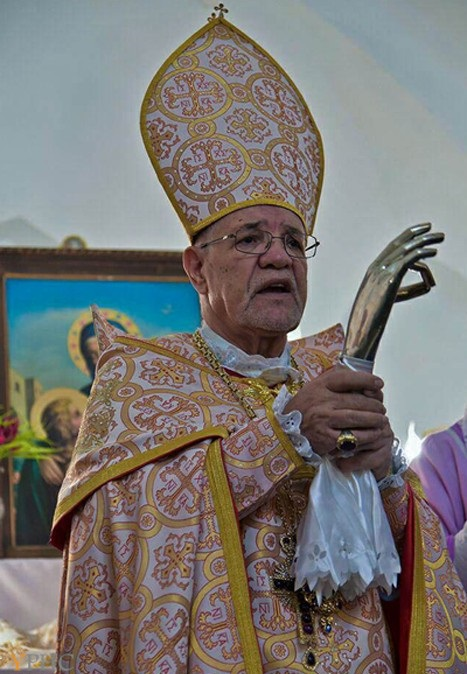
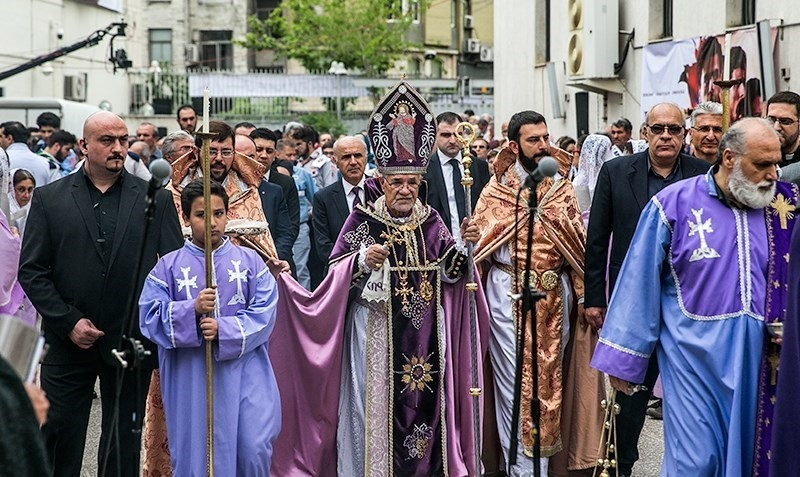